# Zawrażje (rejon kadyjski)
Zawrażje (ros. Завражье) – wieś w Rosji, w obwodzie kostromskim, w rejonie kadyjskim. W 2014 liczyła 545 mieszkańców. Miejsce urodzenia radzieckiego reżysera filmowego i teatralnego, Andrieja Tarkowskiego.